# 辻真先
辻 真先（つじ まさき、1932年3月23日 -）は、日本のアニメ・特撮脚本家、推理作家、漫画原作者、旅行評論家、エッセイスト、デジタルハリウッド大学名誉教授。

## 経歴
父は自由民主党の衆議院議員・中日電機工業会長の辻寛一。「実家はおでん屋」と語ることもあるが、これは父寛一が栄で「辻かん」というおでん屋を営んでいたからである。愛知県第一中学校、愛知県立明和高等学校、名古屋大学文学部卒業。
1954年、NHKに入局。制作進行、演出、プロデューサーなどを務めた。NHK在局中も脚本の執筆を行っていたが、1962年に退局し、脚本家としてアニメ・特撮などを中心に多くの脚本を担当。
小説家としては旧『宝石』の新人賞候補作が商業誌デビュー作という経歴を持つ。まずジュブナイル小説から小説家活動を本格化させ、トラベル・ミステリやユーモア・ミステリを多く執筆するほか、特殊設定や叙述トリックなどを駆使した実験的な本格ミステリも多い。そうした傾向の代表作に『合本・青春殺人事件』『デッド・デテクティブ』、日本推理作家協会賞を受賞した『アリスの国の殺人』などがある。
また、『迷犬ルパン』シリーズを書き、その中に三毛猫ホームズや片山刑事が登場する『迷犬ルパンと三毛猫ホームズ』がある。他に、多くの漫画・アニメ作品の小説版も手がけている。
辻真先（つじまさき）のアナグラムである牧薩次（まきさつじ）は、作中人物であると同時にいくつかの作中作 の「作者」でもあるが、実作品の名義としたもの（『完全恋愛』など）もある。
日本SF作家クラブ会員だったが、2013年、他のベテラン作家らとともに名誉会員になる。また、2009年6月から2013年6月まで、本格ミステリ作家クラブの第3代会長を務めた。
2020年に発表した『たかが殺人じゃないか 昭和24年の推理小説』で「ミステリが読みたい！ 2021年版」国内編1位、「週刊文春ミステリーベスト10 2020」国内部門1位、「このミステリーがすごい！ 2021年版」国内編1位となりミステリーランキング3冠を達成した。

## 受賞歴
- 1979年：第1回アニメグランプリ脚本部門 第1位[12][13]
- 1980年：第2回アニメグランプリ脚本部門 第1位[12]
- 1980年：第3回アニメグランプリ脚本部門 第1位[12](3389票[14])[15]
- 1981年：第35回日本推理作家協会賞長編部門（受賞作品：『アリスの国の殺人』）
- 1981年：第4回アニメグランプリ脚本部門 第1位[12](4004票[14])[16]
- 1982年：第5回アニメグランプリ脚本部門 第1位[17]
- 2004年：第39回長谷川伸賞
- 2008年：第61回中日文化賞
- 2008年：第13回アニメーション神戸賞特別賞[18]
- 2008年：第11回文化庁メディア芸術祭功労賞[19]
- 2009年：第9回本格ミステリ大賞小説部門（受賞作品：『完全恋愛』）[20]
- 2019年：第23回日本ミステリー文学大賞

## 人物
最も好きな漫画は『ジャングル大帝』で、アニメの仕事が入ってくると快諾した。脚本だけでなく、全体構成や主題歌の作詞も手がけている。
執筆が速いことでも有名で、プロデューサーと喫茶店で打ち合わせをしながらその場でアニメ1話分の脚本を書き上げたこともあるという。この達筆さはNHK在籍時に培われたもので、上司の父親が交通事故に遭ったため、内幸町のNHK本館から築地のスタジオまで行く車内の15分間でコンテを切ったこともあり、「15分もあったら人間は色んなことができます」と明言している。また、ピー・プロダクション社長のうしおそうじによれば、コーヒーを飲みながら雑談している間に30分ほどで1本書き上げていたという。永井豪の自伝的漫画『激マン!』における回顧によれば、『デビルマン』のアイデア出しに呼ばれた際、永井のアイデアを聞きながら他の作品の脚本を書きあげていたという。
NHKに在籍中の辻が、山崎忠昭が原案を手掛けた脚本の改訂を一晩で書き上げたことがあった。辻による改訂稿を読んだ山崎は、元の脚本に比べ「ギャグも豊富、会話も軽妙、ストーリーの展開もすこぶる快調」と評し、その速筆と上手さに舌を巻いたという。また在籍中は1日30時間を必要とする仕事量だったが、睡眠時間を削ると仕事ができない体質のため、代わりに食事の時間を削って徹夜でコンテを切るという自転車操業の日々を送っていた。
年齢を重ねても衰えることのない意欲を見せ、2017年にはコミケで売り子を務めた。2022年現在も、ミステリやライトノベル・漫画、視聴したアニメの感想をTwitter上で発信している。2016年の取材では、持病の神経痛で漫画喫茶に行けなくなったが、1時間で漫画本3冊を読破する習慣を続けていると語っている。2019年7月18日に起きた京都アニメーション放火殺人事件について中日新聞に寄稿し、『氷菓』や『ヴァイオレット・エヴァーガーデン』を絶賛し、事件の被害者を悼むとともに京都アニメーションにエールを送った。
自由民主党の議員を父に持つが辻自身は日本共産党を支持しており、推薦人名簿に名を連ねている。
戦前の検閲によって、江戸川乱歩が『少年倶楽部』で連載していた「少年探偵シリーズ」が3作で中断した経緯を目の当たりにしているため、権力による表現規制に反対の立場を取っている。

## 脚本を担当した作品

### テレビアニメ

#### 1960年代
- エイトマン（1963年 - 1964年）
- 鉄腕アトム（1964年 - 1965年）
- 宇宙少年ソラン
- オバケのQ太郎
- ジャングル大帝（1965年 - 1966年）
- スーパージェッター（1965年）
- 遊星少年パピイ
- がんばれ！マリンキッド
- 新ジャングル大帝 進めレオ!（1966年 - 1967年）
- 魔法使いサリー（1967年 - 1968年）
- リボンの騎士（1967年 - 1968年）
- パーマン
- 冒険ガボテン島
- 冒険少年シャダー
- あかねちゃん
- アニマル1（1968年）
- 巨人の星
- ゲゲゲの鬼太郎（第1期）（1968年 - 1969年）
- サイボーグ009（第1期）（1968年）[32]
- 佐武と市捕物控（1969年）
- 夕やけ番長
- アタックNo.1（1969年 - 1971年）
- 男一匹ガキ大将
- 海底少年マリン
- サザエさん（1969年 - 1985年、2003年 - 2007年）
- タイガーマスク（1969年 - 1971年）[33]
- ひみつのアッコちゃん（1969年 - 1970年）
- もーれつア太郎（第1作）（1969年 - 1970年）
- 六法やぶれクン（1969年）

#### 1970年代
- 赤き血のイレブン
- キックの鬼[34]
- のらくろ（1970年 - 1971年）
- ばくはつ五郎（1970年）
- 魔法のマコちゃん（1970年 - 1971年）
- 新オバケのQ太郎（1971年）
- ゲゲゲの鬼太郎（第2期）（1971年 - 1972年）
- さるとびエッちゃん（1971年 - 1972年）
- 珍豪ムチャ兵衛（1971年）
- 天才バカボン（1972年）
- ふしぎなメルモ（1972年）
- 海のトリトン（1972年）
- おんぶおばけ（1972年 - 1973年）
- ジムボタン（1974年 - 1975年）
- デビルマン[35]（1972年 - 1973年）
- ど根性ガエル（1972年）
- 魔法使いチャッピー（1972年）
- アニメドキュメント ミュンヘンへの道
- キューティーハニー（1973年 - 1974年）[36]
- ドロロンえん魔くん（1972年 - 1974年）[37]
- バビル2世（1973年）
- ミクロイドS（1973年）[38]
- ミラクル少女リミットちゃん（1973年 - 1974年）[39]
- 魔女っ子メグちゃん（1974年 - 1975年）
- カリメロ（1974年 - 1975年）
- アンデス少年ペペロの冒険（1975年 - 1976年）
- 一休さん[40]（1975年 - 1982年）
- 勇者ライディーン（1975年 - 1976年）
- 超電磁ロボ コン・バトラーV（1976年 - 1977年）
- マシンハヤブサ（1976年）
- アローエンブレム グランプリの鷹（1977年 - 1978年）
- ジェッターマルス（1977年）[41]
- 超電磁マシーン ボルテスV（1977年 - 1978年）
- 超スーパーカー ガッタイガー
- 氷河戦士ガイスラッガー（1977年）
- キャプテン・フューチャー（1978年 - 1979年）
- 闘将ダイモス（1978年）
- 魔女っ子チックル（1978年）
- ピンク・レディー物語 栄光の天使たち
- ジャン・バルジャン物語（1979年）
- サイボーグ009（第2期）（1979年 - 1980年）
- 未来ロボ ダルタニアス（1979年）

#### 1980年代
- 宇宙大帝ゴッドシグマ（1980年）
- おじゃまんが山田くん（1980年 - 1982年）
- 魔法少女ララベル（1980年）
- ドラえもん（1981年）
- Dr.スランプ アラレちゃん（1981年 - 1982年）
- 忍者ハットリくん（1981年 - 1982年）
- ハニーハニーのすてきな冒険（1981年 - 1982年）
- ぼくらマンガ家 トキワ荘物語（1981年）
- あさりちゃん（1982年）
- うる星やつら（1982年 - 1983年）
- パタリロ!（1982年 - 1983年）
- フクちゃん
- アンドロメダ・ストーリーズ（1982年）
- 巨神ゴーグ（1984年）
- ゴッドマジンガー（1984年）
- さすがの猿飛（1982年 - 1983年）

#### 1990年代以降
- もーれつア太郎（第2作）（1990年）
- いじわるばあさん（1996年）
- 名探偵コナン（2010年 - 2021年）
- コンクリート・レボルティオ〜超人幻想〜（2015年）
- コンクリート・レボルティオ〜超人幻想〜THE LAST SONG（2016年）
- ルパン三世 PART6（2021年）[42]

### 劇場アニメ・OVA
- 空飛ぶゆうれい船（1969年）
- 魔犬ライナー0011変身せよ!（1972年）
- これがUFOだ!空飛ぶ円盤（1975年）
- 世界名作童話 まんがシリーズ（1975年）[43]
- 一休さんとやんちゃ姫（1978年）
- がんばれ!! タブチくん!!（1979年）
- がんばれ!! タブチくん!! 第2弾 激闘ペナントレース（1980年）
- まことちゃん（1980年）
- 一休さん 春だ！やんちゃ姫（1981年）
- 21エモン 宇宙へいらっしゃい!（1981年）
- 夏への扉（1981年）
- 綿の国星（1984年）
- ラブ・ポジション ハレー伝説（1985年）[44]
- マップス (OVA)（1994年 - 1995年）

### 特撮
- ふしぎな少年（1961年 - 1962年）
- 悪魔くん（1966年 - 1967年）
- キャプテンウルトラ（1967年）
- 忍者ハットリくん+忍者怪獣ジッポウ（1967年）
- 河童の三平 妖怪大作戦（1967年）
- バンパイヤ（1968年）
- 宇宙猿人ゴリ（宇宙猿人ゴリ対スペクトルマン、スペクトルマン）（1971年 - 1972年）
- 好き! すき!! 魔女先生（1971年 - 1972年）
- バトルホーク（1976年）
- 5年3組魔法組（1976年 - 1977年）
- 恐竜戦隊コセイドン（1978年 - 1979年）
- ぼくら野球探偵団（1980年）

### 実写ドラマ
- 生徒諸君！（1980年 - 1981年）
- あなたは一宮モーニングで謎を解く（2021年）[45]

### 実写映画
- ジャズ娘誕生（1957年、日活、松村基生との共同脚本）

### ソノシート
- 怪獣島の決戦 ゴジラの息子[3]
- ゴジラ・ミニラ・ガバラ オール怪獣大進撃[3]
- ゴジラ対ヘドラ[3]
- 地球攻撃命令 ゴジラ対ガイガン[3]

## 主な作品
以下の作品の大半は、作品世界のつながりを（戦記シミュレーション作品やSF作品に至るまで）意識して執筆されており、登場人物が相互にゲスト出演している。スナック蟻巣、東西大学、文英社、夕刊サンなど共通の舞台がいくつか設定されている。

### スーパー＆ポテトのシリーズ
可能キリコ（通称スーパー）と牧薩次（通称ポテト）の2人が活躍するシリーズ。2人が中学生としてデビューして以来、現実の時間に近いペースで成長しながら、物語を重ねている。初期の数作は「意外な犯人」をテーマにし、「読者」「作者」「編集者」など本来は小説世界の外にいる立場の人物を犯人にしていた。作中に社会批判を取り込んで、現実世界の不特定多数を「犯人」として指名するパターンもある。
初期作品である、『仮題・中学殺人事件』『盗作・高校殺人事件』『改訂・受験殺人事件』の三作は、青春三部作とも呼ばれ、1990年には三作を一つの本に合わせた『合本・青春殺人事件』が発行されている。『TVアニメ殺人事件』までの六作はソノラマ文庫より、「薩次＆キリコシリーズ」として販売された。徳間文庫の『宇宙戦艦富嶽殺人事件』以降は、一般向けとして各社より出版されている。
『TVアニメ殺人事件』は、桜多吾作によるコミカライズが、「アニメージュ増刊 リュウ」創刊第2号（徳間書店）に読み切り掲載された。
また、『完全恋愛』（第9回本格ミステリ大賞受賞）と『郷愁という名の密室』の2作は、「牧薩次」名義で書かれている。

#### 長篇
- 仮題・中学殺人事件（1972年 朝日ソノラマ サンヤングシリーズ / 1975年 ソノラマ文庫 / 2004年4月 創元推理文庫 / 2023年4月 創元推理文庫【新装版】） - 「読者が犯人」を冒頭で宣言した実験作
- 盗作・高校殺人事件（1976年 ソノラマ文庫 / 2004年6月 創元推理文庫 / 2023年7月 創元推理文庫【新装版】）
- 改訂・受験殺人事件（1977年 ソノラマ文庫 / 2004年8月 創元推理文庫 / 2023年11月 創元推理文庫【新装版】）
  - 【合本】合本・青春殺人事件（1990年 創元ミステリ'90） - 上記3作の合本
- TVアニメ殺人事件 キリコの中冒険（1978年 カイガイ出版部）
  - 【改題】TVアニメ殺人事件（1980年 ソノラマ文庫）
- SFドラマ殺人事件（1979年 ソノラマ文庫）
- SLブーム殺人事件（1979年 ソノラマ文庫）
- 宇宙戦艦富嶽殺人事件（1981年 徳間文庫 / 1999年 ソノラマ文庫ネクスト）
- 急行エトロフ殺人事件（1982年 講談社ノベルス / 1985年 講談社文庫）
- 寝台超特急ひかり殺人事件（1984年 講談社ノベルス / 1988年 講談社文庫）
- 幻の流氷特急殺人事件（1986年 講談社ノベルス / 1990年 講談社文庫）
- 電気紙芝居殺人事件（1989年 講談社 / 1992年 講談社文庫） - 鬼堂修一郎シリーズ最終作を兼ねる
- 東海道36殺人事件（1989年 光文社 カッパ・ノベルス）
  - 【改題】東海道本線殺人事件（1996年 光文社文庫）
- 沖縄県営鉄道殺人事件（1990年 講談社ノベルス / 1993年 講談社文庫）
- 『殺人事件』殺人事件（1991年 フタバノベルス / 1993年 双葉文庫）
- ガラスの仮面殺人事件（1991年 白泉社）
- ユートピア計画殺人事件（1991年 日本経済新聞社 日経エコノミステリー）
- 究極の鉄道殺人事件（1992年 フタバノベルス / 1995年 双葉文庫）
- 本格・結婚殺人事件（1997年 朝日ソノラマ / 2024年2月 創元推理文庫）
- 戯作・誕生殺人事件（2013年9月 東京創元社 / 2024年5月 創元推理文庫） - シリーズ完結編

#### 短編
- 特急『燕』驀進す（1983年） - 1984年にユーカリおばさんシリーズの短編集『死ぬほど愛した』へ収録
- 一件落着！（『合本・青春殺人事件』に収録）
- 祖神の声（新潮文庫『ミステリー大全集2 ミステリー日本地図』に収録）
- 臼杵2時間52分の危機（天山文庫『トラベル推理傑作選 日本縦断殺人』に収録）

### トラベル・ライター瓜生慎シリーズ
トラベルライターの瓜生慎と、お金持ちの令嬢・三ツ江真由子（後に慎と結婚）のコンビが日本全国の旅先で事件を解決する。シリーズは真由子の「産休」をはさんで前期と後期に別れる。

#### 前期
- 死体が私を追いかける（1979年 主婦と生活社 21世紀ノベルス / 1984年 徳間文庫）
- ブルートレイン北へ還る（1980年 主婦と生活社 21世紀ノベルス / 1985年 徳間文庫）
- ローカル線に紅い血が散る（1982年 トクマ・ノベルズ / 1985年 徳間文庫）
- 火の国死の国殺しを歌う（1982年 トクマ・ノベルズ / 1986年 徳間文庫）
- 殺人者が日本海を行く（1984年 トクマ・ノベルズ / 1988年 徳間文庫）
- 三陸鉄道死神が宿る（1984年 トクマ・ノベルズ / 1989年 徳間文庫）
- 山陰ドン行に死す（1985年 トクマ・ノベルズ / 1991年 徳間文庫）
- 鳴門に血渦巻く（1985年 トクマ・ノベルズ / 1991年 徳間文庫）
- 北海で殺そう（1986年 トクマ・ノベルズ / 1992年 徳間文庫）

#### 産休時期
真由子の産休の間、女子大生でグルメライターの神保亜子（通称：味子）が活躍するシリーズが発表された。なお探偵役は亜子の恋人で、身体が不自由なため現地には赴かず、亜子との電話連絡で推理する「ロックチェア探偵」永坂進吾である。
「緑青屋敷の惨劇」のみは、徳間書店の味子シリーズ終了後に、朝日ソノラマの「獅子王」に連載された作品である。そのため、永坂進吾が不在で亜子本人が謎解きをするなど、他の作品とややフォーマットが異なっている。
- 味子さん、殺人です キャピキャピ探偵事件メニュー1（1986年 トクマ・ノベルズ）
  - 【改題】味子さん、殺人です（1993年 徳間文庫）
- 探偵さん、迷宮です キャピキャピ探偵事件メニュー2（1987年 トクマ・ノベルズ）
  - 【改題】探偵さん、迷宮です（1994年 徳間文庫）
- 犯人さん、復讐です キャピキャピ探偵事件メニュー3（1988年 トクマ・ノベルズ）
  - 【改題】犯人さん、復讐です（1995年 徳間文庫）
- 緑青屋敷の惨劇 味子の怪奇探偵レポート（1992年 ソノラマノベルス）

#### 後期
真由子の産休明けと共に再開。最初の「ソウル発」には引き継ぎのため、味子も出演する。
- ソウル発殺人物語（1988年 トクマ・ノベルズ）
- 大雪山発殺人物語（1989年 トクマ・ノベルズ）
- 仏ヶ浦発殺人物語（1990年 トクマ・ノベルズ）
- 四万十発殺人物語（1991年 トクマ・ノベルズ）
- 殺人「北越雪譜」（1991年 トクマ・ノベルズ）
- 殺人「悲しき玩具」（1993年6月 トクマ・ノベルズ）

#### その後の続編
少し年をとり、中年（正式な年齢は不詳）になった瓜生慎・真由子夫妻と、中学1年生（初登場時）になった一人息子・竜、「信州・高原列車殺人号」の事件で3人と知り合い、その後、竜のガールフレンドとなる小学6年生（初登場時）の少女・中浜うずらが登場する続編。
ストーリー展開によっては、可能克郎など、辻真先の他シリーズのキャラが、ゲスト出演することもある。また、竜とうずらの若者コンビがメインで活躍し、慎と真由子は後方支援の場合もある。
- 北海道・幽霊列車殺人号（2002年8月 光文社文庫）
- 上州・湯煙列車殺人号（2004年3月 光文社文庫）
- 信州・高原列車殺人号（2004年12月 光文社文庫）
- 伊豆・踊り子列車殺人号（2005年5月 光文社文庫）
- 長崎・ばてれん列車殺人号（2005年9月 光文社文庫）
- 弘前・桜狩り列車殺人号（2006年4月 光文社文庫）
- 日本海・豪雪列車殺人号（2007年2月 光文社文庫）
- 甲州・ワイン列車殺人号（2007年11月 光文社文庫）
- 宗谷・望郷列車殺人号（2008年11月 光文社文庫）
- 四国・坊っちゃん列車殺人号（2009年10月 光文社文庫）
- 会津・リゾート列車殺人号（2010年7月 光文社文庫）
- 日本・マラソン列車殺人号（2011年8月 光文社文庫） - 瓜生慎シリーズ完結編（瓜生慎シリーズは、合計32年にわたって書き続けられたことになる）

### 鬼堂修一郎シリーズ
CHKの白黒テレビ時代にプロデューサーを務めていた、鬼堂修一郎が出演するシリーズ。
- なつかしの殺人の日々（1983年 カドカワノベルズ / 1986年 角川文庫）
- くらやみの天使たち（1987年 フタバノベルス / 1990年 双葉文庫）
- 電気紙芝居殺人事件（1989年 講談社 / 1992年 講談社文庫） スーパー＆ポテトのシリーズを兼ねる

### 迷犬ルパン・シリーズ
赤川次郎の「三毛猫ホームズシリーズ」を意識して、そのパロディ的に描かれた作品群である。三毛猫ホームズと同様に探偵として活躍する犬のルパン、その飼主の朝日正義、恋人の川澄ラン、その飼い犬のサファイヤ（「サファイア」ではないとこだわっている）が初期の主人公であったが、後期になると、ランの弟の川澄健と、そのガールフレンドの木暮美々子が主になっている。

#### 長編
- 迷犬ルパンの名推理（1983年 光文社 カッパ・ノベルス / 1988年 光文社文庫）
- 迷犬ルパンの大活劇（1983年 光文社 カッパ・ノベルス / 1988年 光文社文庫）
- 迷犬ルパンの檜舞台（1984年 光文社 カッパ・ノベルス / 1988年 光文社文庫）
- 迷犬ルパンの蒸発（1985年 光文社 カッパ・ノベルス / 1989年 光文社文庫）
- 迷犬ルパンの犬疑（1985年 光文社 カッパ・ノベルス / 1989年 光文社文庫）
- 迷犬ルパンの挑戦（1986年 光文社 カッパ・ノベルス / 1990年 光文社文庫）
- 四国殺人Vルート 迷犬ルパンと「坊っちゃん」（1987年 光文社 カッパ・ノベルス）
  - 【改題】迷犬ルパンと「坊っちゃん」（1991年 光文社文庫）
- 迷犬ルパンと地獄谷（1988年 光文社 カッパ・ノベルス / 1991年 光文社文庫）
- 迷犬ルパンと幽霊海峡「青函トンネル・瀬戸大橋」殺人事件（1988年 光文社 カッパ・ノベルス / 1992年 光文社文庫）
- 迷犬ルパンと殺人結婚（1988年 光文社 カッパ・ノベルス / 1994年 光文社文庫）
- 迷犬ルパンの大逆転（1989年 光文社 カッパ・ノベルス / 1994年 光文社文庫）
- 迷犬ルパン、ハウステンボスを走る（1992年 光文社文庫）
- 迷犬ルパンと里見八犬伝（1996年 光文社文庫）
- 迷犬ルパン異世界に還る（2023年12月 同人誌）

#### 短編集
- 迷犬ルパンとアイドル（1990年 学研の新・創作シリーズ）
- 迷犬ルパンの東京暗殺マニュアル（1993年 光文社文庫 / 1995年 コスミックインターナショナル コスモノベルス）
- 迷犬ルパンの大売出し（1995年 光文社文庫）

#### 迷犬ルパン・スペシャル
元々「ルパンシリーズ」自体がパロディだが、そのルパンでさらに様々なパロディ化（というよりもトリビュートに近い）をしたもの。
- 犬墓島 迷犬ルパン・スペシャル（1984年 光文社文庫） - 横溝正史『八つ墓村』＋『獄門島』
- 蜘蛛とかげ団 迷犬ルパン・スペシャル（1986年 光文社文庫） - 江戸川乱歩『蜘蛛男』＋『少年探偵団』
- お犬様捕物帳 迷犬ルパン・スペシャル（1987年 光文社文庫） - 各種捕物帳
- 線と面 迷犬ルパン・スペシャル（1988年 光文社文庫） - 松本清張『点と線』
- 銀河鉄道の朝 迷犬ルパン・スペシャル （1989年 光文社文庫） - 宮沢賢治『銀河鉄道の夜』
- 鉄腕ルパン 迷犬ルパン・スペシャル（1990年 光文社文庫） - 手塚治虫『鉄腕アトム』
- 迷犬ルパンと三毛猫ホームズ 迷犬ルパン・スペシャル（1991年 光文社文庫） - 赤川次郎『三毛猫ホームズシリーズ』

### 秀介シリーズ
東西大学学長、東京太郎（あずま・きょうたろう）の息子である東秀介が探偵役をするシリーズ。
- 秀介ファイルNo.1（1983年 ソノラマ文庫）
- 秀介ファイルNo.2（1987年 ソノラマ文庫）

### 克郎＆智佐子シリーズ
新潮社から新潮文庫として出版。スーパーとポテトシリーズを中心に、各作品で狂言回し的な役割を果たしているスーパーの兄･可能克郎と、その恋人萱庭智佐子（後に結婚）が主人公となるシリーズ。主人公コンビが探偵役をしないことと、現地取材せずに資料だけで書くというのがコンセプトである。そのため探偵役は毎回異なる。ただし、「湾岸鉄道殺人事件」のみは他社からの出版で、前述のコンセプトが当てはまらない。
- ブーゲンビリアは死の香り シンガポール3泊4日死体つき（1984年 新潮文庫）
- 列車内での悲鳴はお静かに オリエント急行6泊7日死体つき（1985年 新潮文庫）
- 南の島のお熱い殺意 モルディヴ・ツアー7泊8日死体つき（1986年 新潮文庫）
- 自由の女神にないしょで殺人 ニューヨーク8泊9日死体つき（1987年 新潮文庫）
- 犯人のお好みは麻婆豆腐だった 上海6泊7日死体つき（1988年 新潮文庫）
- 婿ドノのいのちが危ない 1LDKエアコンなし死体つき（1989年 新潮文庫）
- 新妻は二度ずつ、だまされる！ 豪邸タダで貸します死体つき（1990年 新潮文庫）
- 若夫婦の寝室に潜むヤツは誰だ 家賃格安オンボロ団地死体つき（1991年 新潮文庫）
- 殺人はフルコースのあとで 長良川鮎づくしツアー死体つき（1992年 新潮文庫）
- 湾岸鉄道殺人事件（1994年 ケイブンシャノベルス）

克郎のみの作品
- 殺されてみませんか（1985年 フタバノベルス / 1987年 双葉文庫）
- 奥飛騨、殺人慕情（2004年9月 有楽出版社 ジョイ・ノベルス）
- 津軽、殺人じょんから節（2005年5月 有楽出版社 ジョイ・ノベルス）
- 青葉城、殺人恋唄（2006年3月 有楽出版社 ジョイ・ノベルス）

### ユーカリおばさんシリーズ
ユーカリおばさんと、孫娘の綾川くるみ、その恋人でホラー役者の三津木新哉が主人公となるシリーズ。このサブシリーズとして、一時期全国各地に誕生した「独立国」を巡る国立探偵シリーズがある。中央公論から出ている分と集英社から出ている分があるが、両者は作品の雰囲気に違いがある。国立探偵シリーズは全て中央公論である。『超特急燕号誘拐事件』のみ、光文社文庫から書き下ろし刊行されている。
- 死ぬほど愛した…（1984年 集英社文庫 コバルトシリーズ）
- 旅は道づれ死体づれ（1984年 中央公論社 C★NOVELS / 1988年 中公文庫）
- いつか虹を渡りたい（1985年 集英社文庫 コバルトシリーズ）
- 殺したい子に旅させよ（1985年 中央公論社 C★NOVELS）
- 旅の死体は殺し捨て（1986年 中央公論社 C★NOVELS）
- 鬼ごっこだよ国立探偵（1986年 中央公論社 C★NOVELS）
- 死体は走るよ国際列車（1987年 中央公論社 C★NOVELS）
- 刺のある花園（1988年 集英社 コバルト・セレクション）
- 殺しもあるよ国境紛争（1988年 中央公論社 C★NOVELS）
- 死体も歌え奥信濃（1989年 中央公論社 C★NOVELS）
- 知床岬に夏は死ぬ（1990年 中央公論社 C★NOVELS）
- 佐多岬北緯31度の墓標（1991年 中央公論社 C★NOVELS）
- 伊豆恋人岬殺しの眺望（1992年 中央公論社 C★NOVELS）
- 伊良湖岬に死体がひとつ（1992年 フタバノベルス）
- 津軽海峡死景色（1993年 中央公論社 C★NOVELS） - 事実上のシリーズ最終作
- 超特急燕号誘拐事件（2001年 光文社文庫） - シリーズ完結編：ユーカリの若き日の事件

### 葉月麻子シリーズ
タレントの葉月麻子がクライマックスになると突然頭脳明晰な名探偵に変身するシリーズ。麻子の恋が毎回悲恋に終わるパターンが多い。そのため彼女には「失恋探偵」の異名もある。
- 殺しはレールに乗って（1985年 フタバノベルス / 1987年 双葉文庫）
- 殺しは江戸のパフォーマンス（1988年 実業之日本社 ジョイ・ノベルス）
- 北斗星ロイヤル個室で誰が死ぬ（1988年 徳間文庫）
- 秘境西表島で誰が死ぬ（1990年 徳間文庫）
- 南九州噴煙の下で誰が死ぬ（1990年 徳間文庫）
- 南紀仙人風呂で誰が死ぬ（1992年 徳間文庫）
- 十和田湖畔に死体が踊る（1993年 徳間文庫） - シリーズ最終作。夢瀬鬼人シリーズへの引き継ぎを兼ねる。
- 旅と恋と殺人と（1995年 日本文芸社 日文ノベルス） - 引退後の麻子が再び事件に巻き込まれる番外編
- 嵐の柩島で誰が死ぬ - 『探偵Xからの挑戦状!』のための書き下ろし短編。『探偵Xからの挑戦状！ season2』（2011年2月 小学館文庫）に収録。

### 大日向陽シリーズ
- 殺人がいっぱい（1986年 祥伝社 ノン・ポシェット）
- Tokyo殺しのトレンディ（1988年 ケイブンシャノベルス / 1990年 ケイブンシャ文庫）
- 幽霊の殺人（1990年 ケイブンシャノベルス / 1992年 ケイブンシャ文庫）
- 「亡霊荘」の殺陣（1991年 ケイブンシャノベルズ / 1993年 ケイブンシャ文庫）
- Tokyo死街戦（1992年 ケイブンシャノベルズ）

### 贅沢シリーズ
辻真先の豊富な知識をベースにした豪華絢爛なシリーズである。
- 世にも贅沢な殺人（1987年 祥伝社 ノン・ノベル）
- 世にも香しい殺人（1987年 祥伝社 ノン・ノベル）
- 世にも達者な殺人（1988年 祥伝社 ノン・ノベル）
- 西伊豆昇天海岸（1989年 祥伝社 ノン・ノベル）

### 不倫探偵局シリーズ
- 不倫探偵局出動せよ！（1988年 廣済堂ブルーブックス / 1991年 廣済堂文庫）
- くたばれ！不倫探偵局（1990年 廣済堂ブルーブックス）

### 服部健太郎シリーズ
文英社系列の編集プロダクション「瓦プロ（かわらプロ）」で働いている三枚目編集者・服部健太郎（はっとりけんたろう）と妻・知香（ちか）の2人が活躍するシリーズ。
- 小泉八雲（ラフカディオ・ハーン）殺人風土記（1993年 光文社文庫）
- 江戸川乱歩の大推理（1994年 光文社文庫）
- 零下四十一度の義経伝説（1995年 光文社文庫）
- 超人探偵 南方熊楠（1996年 光文社文庫）

### 夢瀬鬼人シリーズ
- 十和田湖畔に死体が踊る（1993年 徳間文庫） - 葉月麻子シリーズを兼ねる
- 奥志摩の海を死体が泳ぐ（1994年 徳間文庫）
- 長崎雨の港に死体が祈る（1995年 徳間文庫）

### 〈昭和ミステリ〉シリーズ
昭和を舞台に那珂一兵が探偵役として登場するシリーズ。
- 深夜の博覧会 昭和12年の探偵小説（2018年8月 東京創元社 / 2021年1月 創元推理文庫）
- たかが殺人じゃないか 昭和24年の推理小説（2020年5月 東京創元社 / 2023年3月 創元推理文庫） - 史上最高齢88歳でミステリランキング3冠
- 馬鹿みたいな話！ 昭和36年のミステリ（2022年5月 東京創元社 / 2025年3月 創元推理文庫）

### 辻真先版“怪人二十面相”シリーズ
江戸川乱歩「少年探偵団シリーズ」のパスティーシュ。
- 焼跡の二十面相（2019年4月 光文社 / 2021年10月 光文社文庫）
- 二十面相 暁に死す（2021年3月 光文社）

### オールスターもの
スナック「蟻巣」に集まる探偵たちが共演するが、特定のシリーズには入らない作品群。
- アリスの国の殺人（1981年 大和書房 / 1986年 大和書房 Daiwa Novels / 1990年 徳間文庫 / 1997年 双葉文庫 日本推理作家協会賞受賞作全集 / 2021年7月 徳間文庫【新装版】） - 書籍にビジュアルな効果を取り入れた意欲的な作品。日本推理作家協会賞を受賞。
- ピーター・パンの殺人（1986年 大和書房 Daiwa Novels）
- 犯人 存在の耐えられない滑稽さ（1989年 東京創元社 鮎川哲也と十三の謎 / 1995年 創元推理文庫）
- 白雪姫の殺人（1992年 徳間書店 / 1995年 徳間文庫）
- 怪盗天空に消ゆ 〜幻説銀座八丁〜（1994年 徳間オリオン トクマオーノベルス） - 那珂一兵の回想で語られる戦前の事件。
- 残照 アリスの国の墓誌（2016年5月 東京創元社） - スナック「蟻巣」閉店に際して、常連メンバーが那珂一平生前の未解決事件を推理する。辻ミステリ作品の主要メンバーは本作をもって退場する。

### 単発作品
- ドンとこい、死神！（1970年 朝日ソノラマ サンヤングシリーズ / 1973年 朝日ソノラマ 少年少女傑作小説 / 2024年8月 同人誌）
  - 【改題】死に神はあした来る（1975年 ソノラマ文庫）
- ニッポン絶体絶命（1971年 朝日ソノラマ サンヤングシリーズ / 1978年 ソノラマ文庫）
- 伝説『鬼姫村伝説』（1979年 集英社文庫 コバルトシリーズ）
- 離島ツアー殺人事件（1979年 双葉社）
  - 【改題】紺碧（スカイ・ブルー）は殺しの色（1982年 フタバノベルス）
  - 【改題】紺碧（スカイブルー）は殺しの色（1986年 徳間文庫）
- 私のハートに、あなたのメスを （1982年 カドカワノベルズ / 1986年 角川文庫）東秀介デビュー作品
- 死によって幕があがる（1983年 カドカワノベルス / 1986年 角川文庫）
- 天使の殺人（1983年 大和書房 / 2002年2月 創元推理文庫【完全版】）
- 旅路 村でいちばんの首吊りの木（1986年 中央公論社）
  - 【改題】村でいちばんの首吊りの木（1994年 中央公論社 C★NOVELS / 2023年8月 実業之日本社文庫）
- 殺人小説大募集!!（1986年 実業之日本社 ジョイ・ノベルス / 2024年4月 実業之日本社文庫） - 一件無関係に書かれた短編が、プロローグとエピローグを加えることで長編となっている。
- 霊柩車に乗った狙撃手（スナイパー）（1986年 光風社ノベルス）
- 夢はパノラマ（1986年 ソノラマ文庫）
- 愛して盗んで（1987年 講談社ノベルス / 1990年 講談社文庫）
- 殺人犯にキュー！ アイドルわるのり推理劇（1988年 角川文庫）
- 刀根家のいちばん長い日（1988年 中央公論社 C★NOVELS）
- 殺しの秘湯案内（ガイド）（1988年 立風ノベルス）
- はだかの探偵（1989年 フタバノベルス / 1991年 双葉文庫）
- 銀座コンパル（金春）通りの妖怪（1989年 フタバノベルス / 1992年 双葉文庫）
- 草津・赤倉殺人紀行（1989年 立風ノベルス）
- 富良野・狩勝殺人ライン（1990年 光文社 カッパ・ノベルス）
- 死劇『ラビリンス』（1990年 ソノラマノベルス）
- 四国市内電車地獄ゆき（1990年 天山ノベルス）
- ニッポン国泥棒村（1991年 実業之日本社 ジョイ・ノベルス）
- 幻影城で死にませう（1991年 ソノラマノベルス）
- 安曇野殺人事件（1992年 光文社 カッパ・ノベルス）
- 殺人者あずみ野日記（1992年 廣済堂ブルーブックス）
- 死の影温泉ただいま混浴中（1992年 大陸ノベルス）
- 根釧原野（こんせんげんや）殺人事件（1993年 光文社 カッパ・ノベルス）
- 観光課殺人ガイド（1993年 実業之日本社 ジョイ・ノベルス）
- 黄昏（トワイライト）の殺人特急（1993年 ケイブンシャノベルズ）
- 孔明推理綺譚 幻説五丈原（1993年 光栄）
- 喪われた関係（1994年 学研 フェミナノベルズ）
- 酔いどれ探偵李白 幻説楊貴妃（1994年 トクマ・ノベルズ）
- 正岡子規殺人句碑（1995年 中公文庫）
- 世紀の殺人（1995年 創元クライム・クラブ）
- 妖伝・三国志 諸葛孔明の正体とは!?（1995年 光文社 カッパ・ノベルス）
- 殺人の多い料理店（1996年 実業之日本社 / 2022年8月 実業之日本社文庫）
- 豪華船は謎を乗せて 沖縄・神戸もめごとクルーズ（1996年 光風社文庫）
- 崩壊 地底密室の殺人（1997年 光文社 カッパ・ノベルス）
- 怪盗フラクタル 最初の挨拶（1997年 講談社ノベルス）
- 9枚の挑戦状（1997年 光文社文庫）
- 赤い鳥、死んだ。（1997年 実業之日本社 / 2023年2月 実業之日本社文庫）
- 風雪殺人警報（1997年 光文社 カッパ・ノベルス）
- 不思議町惨丁目（1998年 講談社ノベルス）
- 能登はやさしや鬼までも （1998年 光文社文庫）
- げんだいミステリーワールド11 辻真先集（1998年 リブリオ出版） - 大活字本
- 平和な殺人者（1999年 光文社 カッパ・ノベルス）
- 夜明け前の殺人（1999年 実業之日本社 / 2022年2月 実業之日本社文庫）
- ひとしずく（2000年 三五館）
- ニャロメ、アニメーター殺人事件（2000年 有楽出版社 ジョイ・ノベルス）
- デッド・ディテクティブ （2000年 講談社ノベルス）
- 悪魔は天使である（2001年 創元クライム・クラブ）
- 殺人病棟は眠らない（2001年 有楽出版社 ジョイ・ノベルス）
- 弔い島殺人ステージ（2003年10月 有楽出版社 ジョイ・ノベルス）
- 完全恋愛（2008年1月 マガジンハウス / 2011年3月 小学館文庫） - 牧薩次名義、第9回本格ミステリ大賞を受賞
- 郷愁という名の密室（2010年10月 小学館 / 2014年12月 小学館文庫） - 牧薩次名義
- にぎやかな落葉たち 21世紀はじめての密室（2015年2月 光文社）
  - 【改題】にぎやかな落葉たち（2017年2月 光文社文庫）
- 義経号、北溟を疾る（2017年6月 徳間文庫）
- 思い出列車が駆けぬけてゆく 鉄道ミステリ傑作選（2022年9月 創元推理文庫） - 編：戸田和光
- 命みじかし恋せよ乙女 少年明智小五郎（2024年11月 東京創元社）
- 辻真先 少しH短編集（2024年12月 同人誌）

### SF作品

#### 株式学園の伝説シリーズ
- 変身番長サクラ（1977年 ソノラマ文庫）
- 宇宙番長ムサシ（1977年 ソノラマ文庫）
- SF番長ゴロー（1978年 ソノラマ文庫）
- おれの名は殺人犯（1982年 ソノラマ文庫）

#### マッドボーイ・シリーズ
- 謎の戦乱惑星ラア マッドボーイ・シリーズ1（1980年 ソノラマ文庫）
- 謎のギヤマン機関（からくり） マッドボーイ・シリーズ2（1981年 ソノラマ文庫）
- 謎の妖ATOM城 マッドボーイ・シリーズ3（1981年 ソノラマ文庫）

#### 不老不死の美女シリーズ
- 妖女降臨1945（1996年3月 有楽出版社 ジョイ・ノベルス）
- 魔女復活1972（1996年5月 有楽出版社 ジョイ・ノベルス）
- 美女昇天1996（1996年7月 有楽出版社 ジョイ・ノベルス）

#### 未来S高校航時部レポートシリーズ
- 未来S高校航時部レポート TERA小屋探偵団（2014年7月 講談社ノベルス）
- 未来S高校航時部レポート 戦国OSAKA夏の陣（2015年6月 講談社ノベルス）
- 未来S高校航時部レポート 新撰組EZOで戦う！（2016年6月 講談社ノベルス）

#### 単発SF作品
- 大血闘！ニッポン超軍団（1980年 フタバノベルス）
- われら2DK超軍団（1983年 フタバノベルス）
- はるひワンダー愛（ラブ）（1985年 光文社文庫）
- 正義の味方 仮面ライター（1989年 実業之日本社 ジョイ・ノベルス）
- 伝説「バラ星雲伝説」（1990年 大陸ノベルス）
- 突発性多重人格発生症候群 （1991年 小学館 パレット文庫）
- 土方歳三、参る！ 幻説五稜郭（1993年 光風社出版）
- 東京湾大海戦（1996年 有楽出版社 ジョイ・ノベルス）
- 昭和は遠くなりにけり 時の回廊（1999年 朝日ソノラマ）

### 冒険もの
- 時はそよ風、時はつむじ風（1989年 ソノラマ文庫）

### 戦記シミュレーション作品
- 暁の連合艦隊 北洋決戦（1994年 光文社 カッパ・ノベルス）
- 暁の連合艦隊2 激闘！大和VS.ビスマルク（1994年 光文社 カッパ・ノベルス）
- 暁の連合艦隊3 ウラジオストック沖大海戦（1994年 光文社 カッパ・ノベルス）
- 暁の連合艦隊4 ベーリング海大海戦（1994年 光文社 カッパ・ノベルス）
- あゝ、名機ゼロファイター 零戦その生涯（1995年 光文社 カッパ・ノベルス）
- 悲憤の「大和」、栄光の「雪風」（1995年 光文社 カッパ・ノベルス）
- 激闘！地獄の戦車隊（1996年 光文社 カッパ・ノベルス）
- 暗殺列車 山本五十六大将抹殺指令（1996年 光文社 カッパ・ノベルス）
- 伊勢湾大海戦 戦艦大和VS.武蔵（1997年 有楽出版社 ジョイ・ノベルス）
- サハリン脱走列車 （1997年 講談社）
- 龍馬の露国艦隊撃滅大作戦 偽・日本史1（1998年 有楽出版社 ジョイ・ノベルス）
- 西郷の沖縄独立大戦略 偽・日本史2（1998年 有楽出版社 ジョイ・ノベルス）
- あじあ号、吼えろ！（2000年 徳間書店 / 2007年6月 徳間文庫）
- 進駐軍の命により（2001年 徳間書店）
- 北辰挽歌 土方歳三海に戦う（2004年1月 学研M文庫）
- 沖縄軽便鉄道は死せず（2005年9月 徳間書店）

### ノベライズ
- 小説 佐武と市捕物控（1969年 朝日ソノラマ サンヤングシリーズ / 1976年 ソノラマ文庫） - 原作：石森章太郎
- 小説どろろ（1969年 朝日ソノラマ サンヤングシリーズ / 1978年 ソノラマ文庫 / 2007年1月朝日ソノラマ サンヤングシリーズ【改訂新版】） - 原作：手塚治虫
- 銀河鉄道999（小説ジュニア版）（1979年  少年画報社【前編・後編】） - 原作：松本零士、脚色：辻真先
- キャプテンフューチャー 1 恐怖の宇宙帝王（1979年 朝日ソノラマ） - 原作：エドモンド・ハミルトン、構成：辻真先
- キャプテンフューチャー 2 時のロスト・ワールド 謎の宇宙船強奪団（1979年 朝日ソノラマ） - 原作：エドモンド・ハミルトン、構成：辻真先
- キャプテンフューチャー 3 暗黒星大接近（1979年 朝日ソノラマ） - 原作：エドモンド・ハミルトン、構成：辻真先
- 小説ルパン三世（1980年 双葉社） - 原作：モンキー・パンチ、構成：辻真先
  - 【改題】小説!!!ルパン三世（1982年 集英社 コバルトシリーズ） - 原作：モンキー・パンチ
  - 【改題】ルパン三世 小説版〈新装版〉（2022年4月 双葉文庫） - 原作：モンキー・パンチ
- 魔法少女ララベル（1980年 朝日ソノラマ）
- 小説!? Dr.スランプ（1981年 集英社 コバルトシリーズ） - 原案：鳥山明
- 小説!? Dr.スランプの逆襲（1982年 集英社 コバルトシリーズ） - 原案：鳥山明
- 巨神ゴーグ 1（1984年 ソノラマ文庫） - 共著：塚本裕美子、原作：安彦良和
- グレムリン 映画ストーリーブック（1984年 講談社X文庫）
- レンズマン誕生 GALACTIC PATROL レンズマン1（1984年 講談社X文庫） - 共著：比留間さつき、原作：E・E・スミス
- 惑星トレンコの勝利 GALACTIC PATROL レンズマン5（1985年 講談社X文庫） - 共著：塚本裕美子、原作：E・E・スミス
- ラブ・ポジション ハレー伝説（1985年 講談社X文庫） - 脚本：辻真先、文：比留間さつき、原作：手塚治虫
- 小説プルーフクラブ（1997年 双葉社） - 著：辻真先&アイデアブレーン 小寺真理 星野りかこ 飛鳥めい 金春智子
- 殺人28号研究オヨヒ開発完成ニ至ル経過報告書（『鉄人28号THE NOVELS』収録 2012年11月 小学館）- 原作：横山光輝
- 私がウレないのはどう考えても読者が悪い！（『私がモテないのはどう考えてもお前らが悪い！ 小説アンソロジー』収録 2019年11月 星海社FICTIONS） - 原作：谷川ニコ、監修：スクウェア・エニックス

### アンソロジー収録
- 推理小説代表作選集 推理小説年鑑 1980（1980年 講談社）「村でいちばんの首吊りの木」 - 編：日本推理作家協会
  - 【改題】ミステリー傑作選(15) 殺しのパフォーマンス（1985年 講談社文庫）
- 推理小説代表作選集 推理小説年鑑 1983（1983年 講談社）「上役を静かにさせる法」 - 編：日本推理作家協会
  - 【改題】ミステリー傑作選(18) 花には水、死者には愛（1985年 講談社文庫）
- 現代ミステリー傑作選 上 生首コンテスト（1984年 光文社 カッパ・ノベルス）「ユーカリさん孤独な人」 - 編：日本推理作家協会
  - 【改題】日本ベストミステリー選集13 戦慄のプログラム（1992年 光文社文庫）
- サユリ・マイ・ミステリー（1985年 講談社）「女はいつもミステリー」 - 編：山村正夫
- 名古屋ミステリー傑作選（1986年 河出文庫）「名古屋城が燃えた日」
- 犯罪の葬送曲 最新傑作ミステリー 中（1986年 光文社 カッパ・ノベルス）「三幕の喜劇」 - 編：日本推理作家協会
  - 【改題】日本ベストミステリー選集17 恐怖シアター（1993年 光文社文庫）
- 血！（1988年 徳間文庫）「或る日の冒険」 - 編：日本冒険作家クラブ
- ミステリー大全集2 ミステリー日本地図（1989年 新潮文庫）「祖神の声」
- 熱砂が殺す ミステリー・ベストセレクション3（1989年 光文社 カッパ・ノベルス）「廃駅」 - 編：日本推理作家協会
  - 【改題】日本ベストミステリー選集21 冷血ホスピタル（1995年 光文社文庫）
- 日本縦断殺人（1991年 天山文庫 / 1995年 飛天文庫）「臼杵2時間52分の危機」 - 編：中島河太郎
- ミステリーガイド小京都（1994年 カドカワノベルズ）「弘前に散った桜と義眼の話」 - 編：角川書店
- 殺意を運ぶ列車（1994年 光文社文庫）「郷愁列車殺人号」 - 編： 日本ペンクラブ
- 教室は危険がいっぱい. 学園ミステリー傑作集（1996年 光文社文庫）「一件落着！」 -  選：赤川次郎 、編： 日本ペンクラブ
- そして謎解きへ 小説推理傑作選（1996年 双葉社）「村でいちばんの首吊りの木」 - 編：山前譲
- 湯の街殺人旅情 日本ミステリー紀行（2000年 青樹社文庫）「迷犬ルパンと露天風呂」 - 編：山前譲
- ザ・ベストミステリーズ 2001 推理小説年鑑（2001年 講談社）「オホーツク心中」 - 編：日本推理作家協会
  - 【改題】ミステリー傑作選(45) 殺人作法（2004年9月 講談社文庫）
- 自選ショートミステリー(2) ミステリー傑作選・特別編(6)（2001年10月 講談社文庫）「三つの占い」 - 編：日本推理作家協会
- 葬送列車 鉄道ミステリー名作館（2004年4月 徳間文庫）「鉄路が錆びてゆく」 - 編：山前譲
- バカミスじゃない!? 史上空前のバカミス・アンソロジー（2007年6月 宝島社）「長篇 異界活人事件」 - 編：小山正
  - 【分冊・改題】奇想天外のミステリー（2009年8月 宝島社文庫）「長篇・異界活人事件」
- 北信濃物語（2008年11月 一草舎）「旅は道づれ湯はなさけ」- 紀行。監修：長野県国語国文学会、編：田子修一
- 探偵Xからの挑戦状！（2009年10月 小学館文庫）「DMがいっぱい」
- ミステリ★オールスターズ（2010年9月 角川書店）「密室の鬼」 - 編：本格ミステリ作家クラブ
  - 【改題】ミステリ・オールスターズ（2012年9月 角川文庫）
- 江戸川乱歩に愛をこめて（2011年2月 光文社文庫）「東京鐵道ホテル24号室」 - 編：ミステリー文学資料館
- 探偵Xからの挑戦状！ season2 （2011年2月 小学館文庫）「嵐の柩島で誰が死ぬ」
- 鉄人28号THE NOVELS（2012年11月 小学館）「殺人28号研究オヨヒ開発完成ニ至ル経過報告書」 - 原作：横山光輝
- ベスト本格ミステリ2012（2012年6月 講談社ノベルス）「轢かれる」 - 編：本格ミステリ作家クラブ
  - 【改題】探偵の殺される夜 本格短編ベスト・セレクション（2016年1月 講談社文庫）
- 小説乃湯 お風呂小説アンソロジー （2013年3月 角川文庫）「ああ世は夢かサウナの汗か」
- 私がデビューしたころ ミステリ作家51人の始まり（2014年6月 東京創元社）「ただもう我武者羅に」 - エッセイ。編：東京創元社編集部
- 名探偵登場！（2014年4月 講談社 / 2016年4月 講談社文庫）「銀座某重大事件」
- 金沢にて 日本推理作家協会賞受賞作家傑作短編集1（2015年6月 双葉文庫）「友禅とピエロ」
- 名探偵と鉄旅 鉄道ミステリー傑作選（2016年10月 光文社文庫）「お座敷列車殺人号」 - 編：ミステリー文学資料館
- 10分で読めるこわい話 二年生（2016年7月 学研プラス）「ハメルンのふえふき」
- あしたは戦争 巨匠たちの想像力［戦時体制］（2016年1月 ちくま文庫）「名古屋城が燃えた日」
- 私がモテないのはどう考えてもお前らが悪い！ 小説アンソロジー（2019年11月 星海社FITIONS）「私がウレないのはどう考えても読者が悪い！」 - 原作：谷川ニコ、監修：スクウェア・エニックス
- 超短編！ 大どんでん返し（2021年2月 小学館文庫）「忘却とは」 - 編：小学館文庫編集部
- 黒猫を飼い始めた（2023年2月 講談社）「天使と悪魔のチマ」
- 名探偵と学ぶミステリ 推理小説アンソロジー&ガイド（2025年4月 早川書房）「アルセーヌ・ルパンのお引っ越し」

### 漫画原作
- 追跡者（作画：池上遼一）
- オトコの子ちゃん（作画：大岡まち子）
- アタックアタックアタック!（作画：大岡まち子、『小学三年生』、1970年 - 1971年）[46]
- 一匹のおれ（作画：梅本さちお）
- 戦国獅子伝（作画：横山光輝）
- 勝海舟（作画：石川賢）
- 沖田総司（作画：石川賢）
- 竜の棲む国 美夢と魔夢（作画：かずさひろし）
- どんまいキャプテン（作画：荘司としお）
- 魔球エース（作画：荘司としお）
- 聖魔伝（作画：石川賢） 後に『セイントデビル -聖魔伝-』と改題
- バトルナイト剣（作画：岡崎沙美）
- ネオマスク（作画：小畑しゅんじ）
- 信長（作画：松森正）

### 文学作品
- コミグラフィック 日本の古典シリーズ
- 学研・絵ものがたり
  - ほんとうにあったような 世界のふしぎ話
  - 母をたずねて三千里
  - そんごくう
  - ピーター・パン
  - ふしぎの国のアリス
  - ファーブル
  - 王貞治

### 紀行作品
- はだかの旅（1976年 朝日ソノラマ）
- 韓国を乗る 韓国を食べる（1987年 徳間文庫）
- 旅は道づれ湯はなさけ（1989年5月 徳間文庫）
- 殺人者レールをいく 鉄道ミステリー紀行（1990年4月 JTB新書）
- ここは極楽湯の宿めぐり 足で見つけた秘湯・名宿44軒（1992年 光文社文庫）
- 汽車旅がいちばん（1993年 実業之日本社）
- 湯の宿がだいすき（1994年 実業之日本社）

### エッセイ
- SF漫画館 ロボットからハチャハチャまで（1978年 現代史出版会）
- 面白シナリオ術（1981年 朝日ソノラマ アニメ文庫）
- テレビ疾風怒濤（1995年 徳間書店）
- TVアニメ青春記（1996年 実業之日本社）
- 漱石、賢治、啄木のひとり歩きの愉しみ（1997年 青春出版社 プレイブックス）
- マンガで育った60年 現代コミック私史（1999年 東京新聞出版局）
- ニッポン旅行の殿様 軍資金は少なくても、余は満足の裏ワザ（1999年 光文社文庫）
- ぼくたちのアニメ史（2008年2月 岩波ジュニア新書）
- 『鉄腕アトム』から『電脳コイル』へ アニメとはなにか（2009年10月  松籟社）
- 鉄道ミステリ各駅停車 乗り鉄80年書き鉄40年をふりかえる（2012年8月 交通新聞社新書）
- 辻 真先のテレビアニメ道（2021年8月 立東舎）

### 旅行ガイド
- あなたにピッタリの名旅館・ホテルガイド 旅の通が体験から厳選（1997年 有楽出版社）

### 「辻真先のエッセイ教室」受講者作品集
- 地球あっちこっち 25人の旅人たち（2000年 光文社知恵の森文庫）
- 旅の書き方教室 地球を歩く、見る、書く（2002年12月 展望社）
- 旅のエッセイ教室 地球の書き方、歩き方（2004年12月 展望社）
- 地球あっちこっち 旅の文章教室（2007年4月 展望社）
- 辻真先先生のエッセイ塾 旅は人生、人生は旅（2010年5月 展望社）
- エッセイをどう書くの？こう書いた！（2015年6月 展望社）

### インタビューや対談
- 「辻真先INTERVIEW」、所収「キャラクターランド」、vol.7、徳間書店、ISBN 978-4-19-730140-9（2016年）、頁118–122。
- 僕らを育てたシナリオとミステリーのすごい人1 - 9（2013年 - 2023年 アンド・ナウの会）
- 吉田豪の巨匠ハンター（2020年4月 毎日新聞出版） - 著：吉田豪
- アニメ大国の神様たち 時代を築いたアニメ人インタビューズ（2021年1月 イースト・プレス） - 著：三沢典丈、監修：中川右介

### シナリオ
- 傑作シナリオ 空飛ぶゆうれい船（1982年 朝日ソノラマ アニメ文庫） - 共著：池田宏
- Devilman scripts 『デビルマン』シナリオセレクション（1999年 講談社） - 原作：永井豪、脚本：辻真先、編：草野真一

### ゲームブック
- がははヒカルゲンジ物語（1988年 くもん出版 ラブサスペンスゲームブック） - 原案：辻真先、文：夢かなえ
- カンパネルラ宮殿の魔符（1988年 くもん出版 ラブサスペンスゲームブック） - 原案：辻真先、文：夢かなえ
- テニスクラブの陰謀（1988年 くもん出版 ラブサスペンスゲームブック） - 原案：辻真先、文：夢かなえ
- よろしく!!グッド・デイズ（1988年 くもん出版 ラブサスペンスゲームブック） - 原案：辻真先、文：夢かなえ
- おっと！神さま大失敗（1989年 くもん出版 ラブサスペンスゲームブック） - 原案：辻真先、文：夢かなえ
- そんなバナナ（1989年 くもん出版 ラブサスペンスゲームブック） - 原案：辻真先、文：夢かなえ
- 参上！テレフォンハッカー（1989年 くもん出版 ラブサスペンスゲームブック） - 原案：辻真先、文：夢かなえ

### その他
- 全図解テレビアニメ大行進 人気者全員集合（1978年 集英社 モンキー文庫）

## メディア化作品

### テレビドラマ
テレビ朝日系
- 土曜ワイド劇場
  - 辻真先の婚約旅行殺人事件シリーズ（1985年7月27日 - 1990年1月16日、主演：林隆三 → 小野寺昭）原作:トラベル・ライター瓜生慎シリーズ
  - 迷犬ルパンは名探偵!?（1985年12月24日）原作:迷犬ルパンシリーズ

フジテレビ系
- 月曜ドラマランド
  - 超少女!はるひワンダー愛(ラブ) （1986年3月24日）原作:はるひワンダー愛

NHK総合
- 探偵Xからの挑戦状!
  - Season1 第1回「DMがいっぱい」（2009年4月2日〈1日深夜〉）
  - Season2 第1回「嵐の柩島で誰が死ぬ」（2009年10月8日〈7日深夜〉 - 15日〈14日深夜〉）

### ソノシート、CD
- 『初音ミク Sings “手塚治虫と冨田勲の音楽を生演奏で”』、日本コロムビア、音楽CD（品番：UHQCD）（2017年9月6日）。※ 辻真先(ストーリー構成、TALKゲスト)

### 映画
- 旅路 村でいちばんの首吊りの木

## 関連人物
- 北川冬彦
- 伊丹万作
- 飯島正

上記の三人に、シナリオ通信講座で教育を受けた。